# 새미래민주당

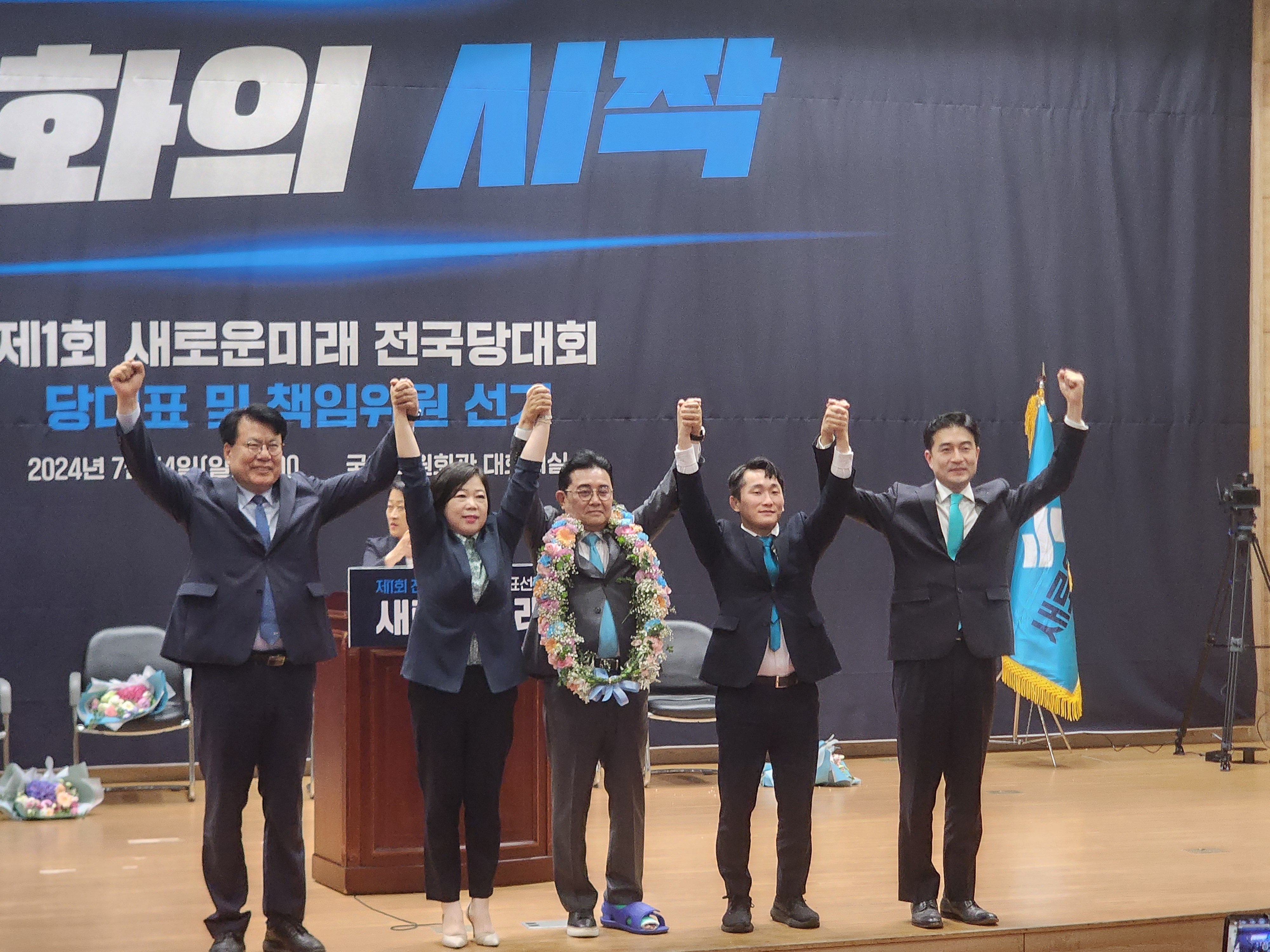
새로운미래 전당대회의 당대표와 책임위원 당선자

새미래민주당(-未來民主黨)은 대한민국의 원외 정당이다. 문재인 정부에서 국무총리를 지냈던 이낙연을 중심으로 창당했다.
창당 당시부터 2024년 9월 6일까지는 새로운미래였으나, 9월 7일에 당명을 바꿈으로써 새미래민주당이 되었다.

## 역대 지도부

### 역대 당대표
| 대수 | 당대표         | 직함           | 임기                            |
| ---- | -------------- | -------------- | ------------------------------- |
| 1    | 이낙연, 김종민 | 공동대표       | 2024년 3월 7일~2024년 4월 18일  |
| -    | 이석현         | 비상대책위원장 | 2024년 4월 18일~2024년 7월 14일 |
| 2    | 전병헌         | 당대표         | 2024년 7월 14일~                |

### 원내대표
| 대수 | 원내대표 | 임기                           |
| ---- | -------- | ------------------------------ |
| 1    | 김종민   | 2024년 2월 4일~2024년 5월 29일 |
| 2    | 김종민   | 2024년 5월 30일~2024년 9월 1일 |

### 1기 지도부
2024. 3. 7.~2024. 4. 17.
- 공동대표: 이낙연, 김종민
- 원내대표 겸 공동대표: 김종민
- 인재영입위원장 겸 공동대표: 이낙연
  - 당대표 비서실장: 박시종
- 전국당대회 의장: 정균환
- 정책위원회 의장: 김만흠
  - 정책위원회 부의장: 남평오
- 공동 최고위원: 설훈, 홍영표, 김종민
- 책임위원 겸 공동 최고위원: 김종민
- 책임위원: 김종민, 신경민, 박원석, 신정현, 양소영, 김영선, 박영순, 오영환, 유승희, 전병헌, 정태근
- 사무총장: 이훈
  - 사무부총장: 박병석
  - 총무본부장: 최충규
  - 조직본부장: 나경아
  - 인재혁신실장: 김양정
- 전략기획실장: 설주완
- 당대변인단
  - 선임대변인: 김효은, 이동영
  - 대변인: 홍서윤, 박한울
- 정책실장 겸 대변인: 홍서윤
- 당고문단
  - 고문: 이석현, 오영찬, 장호권
  - 상임고문: 박광태, 김사열, 채봉수
- 후원회장 겸 상임고문: 김사열

### 비상대책위원회
2024.04.18.~2024.7.14
- 비상대책위원장: 이석현
- 비상대책위원: 박영순, 최성, 이근규→노창훈, 장덕천, 남평오, 서효영, 진예찬
- 사무총장: 이근규→노창훈
- 정책위원회 의장: 김찬훈
- 수석대변인: 최성
- 대변인: 신재용
- 재정위원장: 정형호
- 법률위원장: 김성훈
- 총선백서위원장: 전병헌
- 진실왜곡대책위원장: 장덕천

### 2기 지도부
2024. 7. 14.~
- 당대표: 전병헌
- 원내대표: 김종민→공석
- 최고위원: 이미영(수석최고위원), 이근규, 신재용, 진예찬, 정형호(지명직최고위원), 서효영(지명직최고위원)
- 사무총장: 남평오
  - 총무사무부총장: 이병구
  - 조직사무부총장: 허기회
- 정책위원회 의장: 장덕천
  - 정책위원회 부의장: 오창근, 이용구
- 수석대변인: 김양정
  - 선임대변인: 김연욱
  - 청년대변인: 장형공
- 당대표 비서실장: 김재열
  - 당대표 수행실장: 문관섭

## 역대 로고

2024년 2월 19일부터 9월 6일까지 사용된 새로운미래 로고
2024년 2월 19일부터 9월 6일까지 사용된 새로운미래 워드마크

## 주요 선거 결과

### 국회의원 선거
|  | 0.39% |

|  | 1.70% |

|  | 0.33% |